# 黄牛 (职业)
黃牛廣義來講即非正式或非法的仲介人，比如在合法銷售途徑以外壟斷或銷售商品以圖利的中介人。黄牛一词来源于20世纪的上海，是指票贩子们聯群搶購票時常“有如黃牛群之騷動”，故将他们稱为黃牛或黄牛黨。因黃牛行为連帶匿名炒賣圖利的行為严重影響到正當銷售途徑，故在很多地方皆屬違法。
現在引申至所有能獲取之特殊方法（如典型的排隊，或囤積限量商品，或像「司法黃牛」般靠著特殊的社會地位或利益關係）有規模的壟斷圖利的商品（不一定是票證，也可以是護照輪候號碼、表格、或有收藏價值之物品如簽名球衣、限量發行之紀念品、最新款電子產品等等）或服務，而社會上有殷切需求的民眾或願出高價接受就會有黃牛的出現；就算非為圖利而出售，某程度上亦反映著商品流傳的渠道與其商業模式的公正性。
以微觀經濟學而言，黃牛黨的行為企圖製造多為限量引起之高需求門票供給的壟斷，使得黃牛黨可操縱轉售門票價格以賺取豐厚利潤；另一方面，買票難度增加（如香港迪士尼樂園需預先訂票）或者本身已是供求失衡的狀態下亦使場外黃牛票有價有市。所以除以行政手法打擊外，外在條件的變化把需求降低或供給增加之下，黃牛縱使再壟斷更多亦不致於能維持成本，更何況是圖利。
黃牛黨賣票不一定比原來的票種價格高，如2006年世界盃足球賽開幕式外流之免費贈券則可以普通票價出售圖利。

## 歷史
黃牛黨是由租界時代在上海出現的「司法黃牛」（被廢除職業的狀師靠著以前與法院與官場仕途關係繼續地下經營，與被租界政府合法化之律師作業務上之競爭，因司法公正被金錢嚴重扭曲，出現「有錢判生，無錢判死」之遺禍）衍生出的類似組織，其行為自然被冠以黃牛。
從社會階層來看，黃牛黨為無業遊民或社會之低下階層居多，在正式買賣供求關係中擠出並分化成生存的、沒有法例監管的中介空間，以人海戰術排隊搶奪參與權空間，然後在合法銷售途徑外向欲參與者銷售參與權（即車票、電影票等），沒有內含的生產性，為地下經濟環節之一。很多時黃牛黨還會與當地黑社會勾結成勢力以保護和穩定其銷售途徑，但當時上海的黃牛黨的確緩和了當時高企之失業率。

## 發展趨勢

### 轉化為有牌中介繼續經營
在牌照制度的中介制度以賺取差價者因接受監管之列，故被政府認為不在非法之黃牛一列，故有黃牛黨有轉嫁為領取牌照的中介的趨勢，如中國內地的二手房產業（他們實際操作與監管情況則另作別論），但實際操作上仍可與普通黃牛無異者，市場炒賣仍不能因此杜絕。而內地更有認為小量非法黃牛有助活躍房產市道，這是對小部分黃牛組織不予控制的原因（詳見外部連結）。

### 主辦商內部人員與非法組織之合作
在現今強調供求關係，各取所需的社會中，以串聯有權力或特權之內部人士流出一定數量之黃牛票炒賣情況將越趨普遍。而經濟學家張五常亦為這類黃牛「背書」：以看電影舉例，把一些臨時想要看電影的人歸為預期失誤，電影院老闆與黃牛串通把部份好座位賣給黃牛，以黃牛判斷個別顧客再以高價賣出，是另一種的價格分歧（超等座、普通位與前座的價格不一樣也為價格分歧的一種）的解釋，主辦者亦可因此對自己的生意向傳媒大作文章以增加知名度與受歡迎程度，為往後雙方之更大利益交換奠下信任基礎；為非法黃牛與主辦者之「雙贏」暴利手法合理化。

## 各地常見的黃牛

### 2006年世界盃足球賽
世界盃足球賽開幕式入場券以原價發售亦可圖利（因世界盃開幕式有部分座位分配到私人公司免費派發，故黃牛可以以原價甚至略低於原價的價錢兜售本來免費的外流贈券），故發行商開始以技術性杜絕黃牛票銷售途徑：在買票或訂票時索取入場人士的姓名並印於門票上之「實名制」，但由於索取姓名時涉及私隱問題，真正入場時票務員因入場人次之巨而疏於執行而放行，令「實名制」形同虛設。
有傳媒稱6月10日舉行之英格蘭對巴拉圭球賽的黑市價高達10萬5千台幣 （页面存档备份，存于）（折合3240美元）之昂！而本場賽事巴拉圭足球協會分配到之3300張門票，當中半數「不翼而飛」已流入歐洲黑市渠道而成為1100美元之黃牛票於網上出售，國際足球總會正在調查此事是否與巴拉圭足協內部有關。

### 中國大陆
「票販子」在北京行話叫「拼縫兒」，而「黃牛黨」是源自上海人之稱謂，還有更形象的比喻──「票蟲兒」，上海地区滑稽艺人周立波在他的表演作品中提到的「打桩模子」也是中国改革开放后80年代中在上海地区对黄牛的一种流行称谓。
中國內地的黃牛黨已隨城市的富裕程度發展，在19世紀開始活躍在京、滬等城市，多在採購物資及票務憑證後高價出售以圖利。他們在解放前「倒黃金」，文革時倒諸如縫紉機、自行車、電視機等各類票證。隨著80年代的城市發展，開始倒大劇院之電影票，倒熱線火車票，甚至倒上海磁懸浮列車票，當中並混入假票出售；傳媒亦把一些人在公共地方（如公路）蓄意設下陷阱令人受困，販子收費給予解困者或沿途搭訕欺騙者亦稱為黃牛。
在每年春節期間之春運或因機票被囤積而需要以特別方法才能買到之機票皆為黃牛票的一種（詳看春運帝國條目）。有黃牛黨暗中串聯個別售票員扣起相當數量的票給黃牛黨（諸如鐵路部門），而公營部門則包庇票務員此等行為（向外界否認此事），在只有部分便衣公安在偌大的火車站抓票販子的情況下根本不能治其本。为防黄牛倒票，一些火车站售票处规定每人每次限购车票数量，铁道部还推出火车票实名制进行试点。
另外在大城市的客車站周邊中途拉客而無登記證之「黑市客車」亦被傳媒稱為黃牛；由他們把乘客帶到車上，每次收取5到10元「帶路費」，之後客車上的車資另計。2006年5月12日內地公安部頒布《鐵道部公安局出台打擊倒票違法犯罪活動工作辦法》重點為把公安截得之車站周邊叫賣、兜售車票的人士將被逐人登記建立個人檔案並把資料公開上網。
- 春運期間黃牛騙術請參閱《上海警方揭露「黃牛」騙術》2003年1月21日《上海青年報》

倒卖北京奥运会门票，严重者可以处以劳动教养。
“黄牛”一词已不再局限于票贩子，在一些消费场所根据消费者通过付费来节约时间的心理有偿代人排队者也被称为“黄牛”。

### 港澳地區
香港與澳門主權移交前後，郵票的炒賣程度甚殷，以輪候特色或帶殖民地色彩郵票在中國內地郵市向內地市民以高於原價數倍的高價兜售。曾一度令郵政當局略減本來增加迅速的發行量以減低炒風，除了對炒家有豐富收入外，還令郵政當局的收入猛增數倍（尤以澳門為甚），及後主權移交的熱潮消減，郵票售價回落並滯銷。郵政當局要銷毀部分滯銷之郵票之維持其郵票價格。
近年香港的黃牛票多在網上以網拍形式銷售，較近期的如2004年7月許冠傑復出演唱會，有人在網上拍賣開設多個帳戶兜售並抬價（抬價在香港屬不誠實行為，屬詐騙罪），並自行把原價100至380圓的門票炒高至2000元一張，香港警方於同年5月29日在香港拘捕9人（包括一位知名演唱會製作公司的項目經理）；又或者2004年8月8日在香港大球場舉行的皇家馬德里足球賽等亦有此現象；香港警方從2004年起開始打擊網上黃牛賣票現象。
另外在香港，低於籌辦者就活動所定的價錢出售門票的行為不構成刑事罪，此為黃牛票的一大誤區。
近年，大批香港青少年炒賣蘋果手機圖利，令大量真正用家不能用原價買到蘋果手機，使到用家非常困擾，這種行為亦可視為炒黃牛。
2020年10月始，大批香港巿民炒賣PS5圖利，由原來3000多元的PS5炒至接近過萬元，令大量真正玩家不能用原價買到PS5。

### 台灣
為遏止黃牛票銷售，過去台灣的電影院售票口皆貼出告示：每人最多只能購買4張票。
鐵路運輸方面，鐵路法第65條明文禁止車票之加價牟利行為。然而，在重要節慶及特殊事件（如臺灣高速鐵路通車）時，仍有不少黃牛販票事件出現。
而在休閒娛樂、運動賽事（演唱會、中華職棒明星賽）時，同樣也會有黃牛販票事件，甚至在一票難求的情形下，黃牛能夠一次買到300張。

### 2016年里約奧運
2016年8月5日，里约警方逮捕了两名涉嫌将数百张分配给爱尔兰奥委会的门票转售的人士。其中一人受雇于2012年爱尔兰奥委会授权的门票经销商THG Sports，但爱尔兰否认涉事。该国体育部长谢恩·罗斯（Shane Ross）下令“彻查”。而本届的门票经销商Pro 10 Sports Management表示被捕男子负责为单位分发合法购买的门票。8月17日，爱尔兰奥委会主席帕特·希基在里约被警方带走调查。截至8月22日，3名爱尔兰奥委会官员基尔提（Kevin Kilty）、海尼汉（Dermot Henihan）及马丁（Stephen Martin）被控涉及里约奥运会非法倒票，其护照被警方暂扣并接受调查，手机与电脑也被查封。爱尔兰奥委会主席希基现关押于班古重刑监狱，等候法院的听审。

### 2025年啟德體育園開幕
啟德體育園於2025年3月1日正式開幕。開幕典禮門票共33,600張，其中約8,300張派予政界人士及低收入家庭，8,500張以十元象徵式票價向公眾發售，餘下門票則由啟德體育園公司分發。但隨即有人在網上以高價炒賣門票。警方經調查後，2月24日拘捕1男2女，涉嫌6張售賣開幕禮假門票，當中最年輕的被捕人為16歲學生。各人聲稱出售的門票，最貴售價更高達2,000元，是開幕禮原價的200倍。其後，Carousell二手買賣網站收到香港警方通知，并刪除大量收買黄牛門票，同時使用電郵加以通知：
尊敬的用戶：
由於收到香港警務處的通知，我們已刪除您的清單。
根據他們的建議，您的清單已被刪除，因為它被發現違反了規定：-
根據票務條款和條件，不允許倒賣票務。啟德體育園有限公司及活動主辦單位保留權利取消任何已使用、轉售、共享或用於任何商業目的或關聯的門票。所有門票必須從官方票務代理商購買。
如需進一步了解詳情，可致電 3661 0075 或電郵至ip-sip-rtfcu-1-ke@police.gov.hk
Carousell市場品質團隊
文化體育及旅遊局體育專員蔡健斌提醒市民，早前在城市電腦售票網出售的是「具名電子換領劵」，必須具名換領實體票方可入場，換領時要核實身份，如身份與電子換領券上的名字不同，則無法換領實體門券。警方指電子換領券兌換實體票後，如轉贈家人沒有問題，但並非高價出售予他人。至於實體票上沒有具名，入場時無法核對身份，蔡健斌稱考慮到開幕禮的門票是可以轉贈親友，故不用核對實體票及入場人士身份。但開幕典禮當天亦防不勝防，一名內地男子竟然以每位最少千元的報酬，帶購票向隅者走後門入場觀賞表演。香港文匯報記者在主場館外獲帶入場，其間完全無須安檢，亦無須驗票，記者甚至能將長柄雨傘、專業相機等違禁品帶入，令體育園的安檢漏洞暴露無遺。該男子甚至聲稱就算有工作人員發現記者佔用別人的座位，他也能與工作人員交涉解決。

## 相關法例
《香港法例》172章《公眾娛樂場所條例》第六條
任何人若在公眾地方售賣或要約出售門票，或在其他地方以高於籌辦者就活動所定的價錢出售門票，屬刑事罪行 (相關條文 （页面存档备份，存于）)，最高罰款2,000港元。
中華民國（臺灣）《社會秩序維護法》第64條第二項
非供自用，購買運輸、遊樂票券而轉售圖利者，處三日以下拘留或新臺幣18,000元以下之罰鍰。
中華民國（臺灣）《鐵路法》第65條
買車票加價出售圖利者，處拘役、或科或併科新台幣3,000元以下罰金。
中華民國（臺灣）《文化創意產業發展法》第10條之1第2項
將藝文表演票券以超過票面金額或定價販售者，按票券張數，由主管機關處票面金額或定價之十倍至五十倍罰鍰。
中華民國（臺灣）《文化創意產業發展法》第10條之1第3項
以虛偽資料或其他不正方式，利用電腦或其他相關設備購買藝文表演票券，取得訂票或取票憑證者，處三年以下有期徒刑，或科或併科新臺幣三百萬元以下罰金。
英國《刑事審判法》
日本《迷惑防止條例》
黃牛行為在日本其中40個都道府縣可被公訴追究

## 外部連結
- 《人心易移，制度難改──從司法黃牛一辭談起》 南方朔 著，台灣《新新聞》周報709期
- 《黃牛論 （页面存档备份，存于）》棒球飯 著，2006年5月5日
- 《「黃牛」和二手房的故事》2006年4月20日《每日商報》1[] 2[] 3[]
- 《黃牛也有道 （页面存档备份，存于）》張五常 著，2005年9月20日《蘋果日報》還斂集